# 평창 운교리 밤나무
평창 운교리 밤나무(平昌 雲橋里 밤나무)은 대한민국 강원특별자치도 평창군 방림면 운교리에 있는 밤나무이다. 2008년 12월 11일 대한민국의 천연기념물 제498호로 지정되었다.

## 개요
평창 운교리 밤나무 앞 도로는 과거 영동과 영서를 잇는 중요한 교통로로, 이 밤나무 앞이 과거 운교역창(雲橋驛倉)의 마방(馬房)으로 전해지며 성황당도 있어 이 나무가 잘 보존될 수 있었다.
이 밤나무는 옛날에는 ‘명성을 떨칠 정도로 좋다’하여 영명자(榮鳴玆)라 부르며 3∼4가마씩 수확하였고 현재까지 알려진 밤나무 중에서 가장 크고 오래되었을 뿐 아니라 생육이 양호하여 재래종 과일나무로서의 학술적 가치가 매우 크다.

## 같이 보기
- 밤나무

## 참고 도서
- 문화재청, 《문화재이야기여행 천연기념물 100선 보관됨 2016-08-28 - 웨이백 머신》, pp88-93, 2016-03-31

## 참고 자료
- 평창 운교리 밤나무 - 국가유산청 국가유산포털